# 러산시

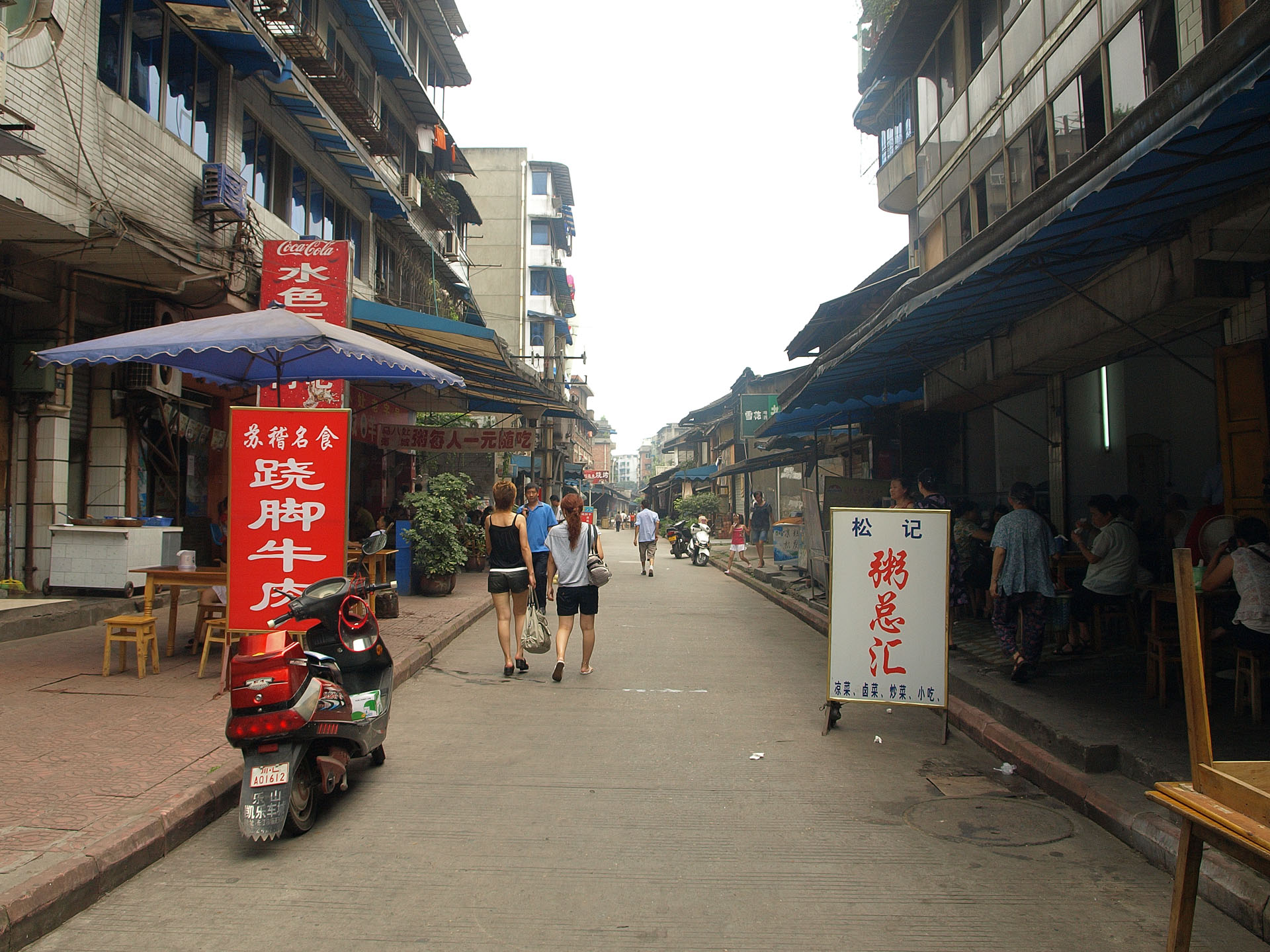
주택가

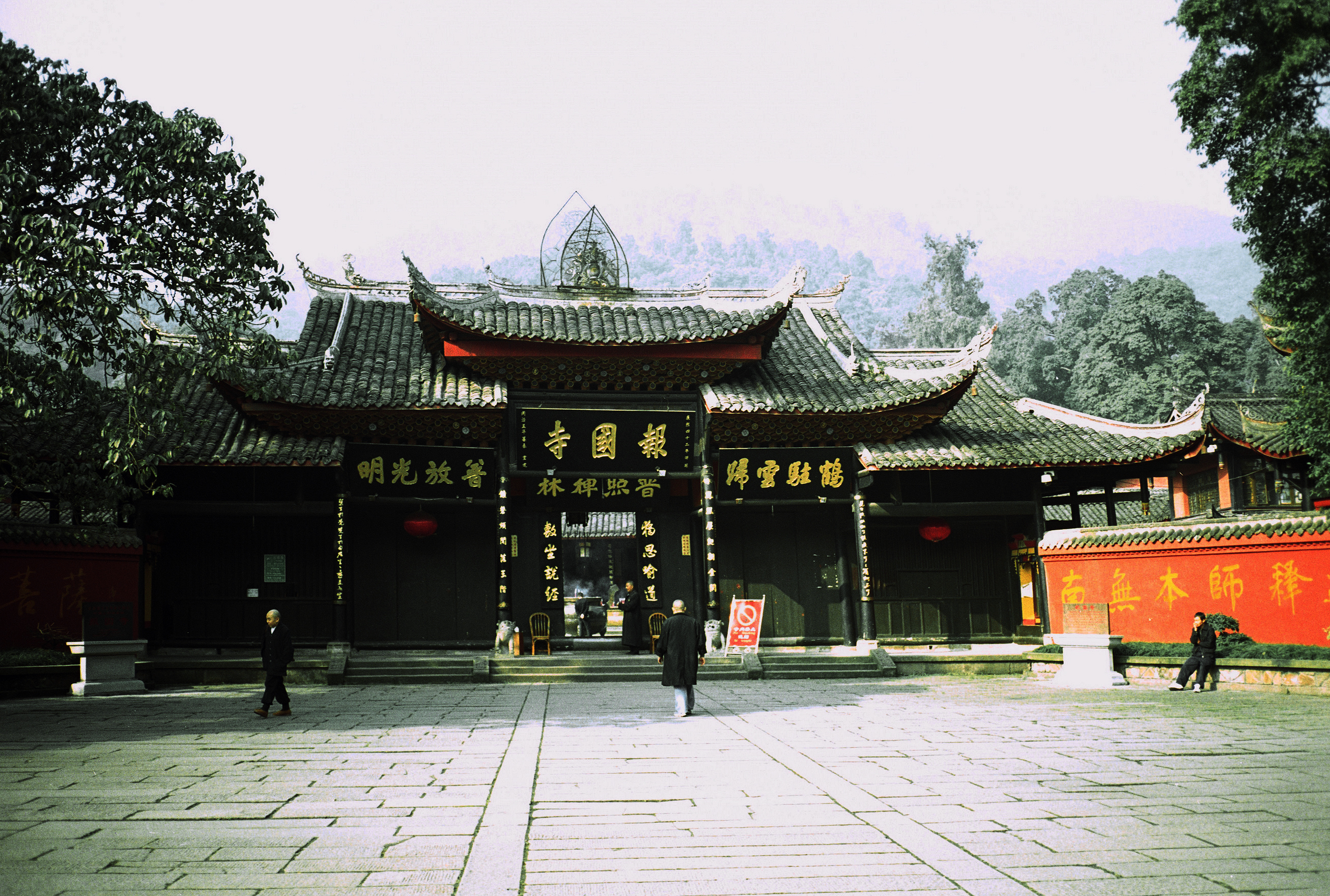
아미산 보국사

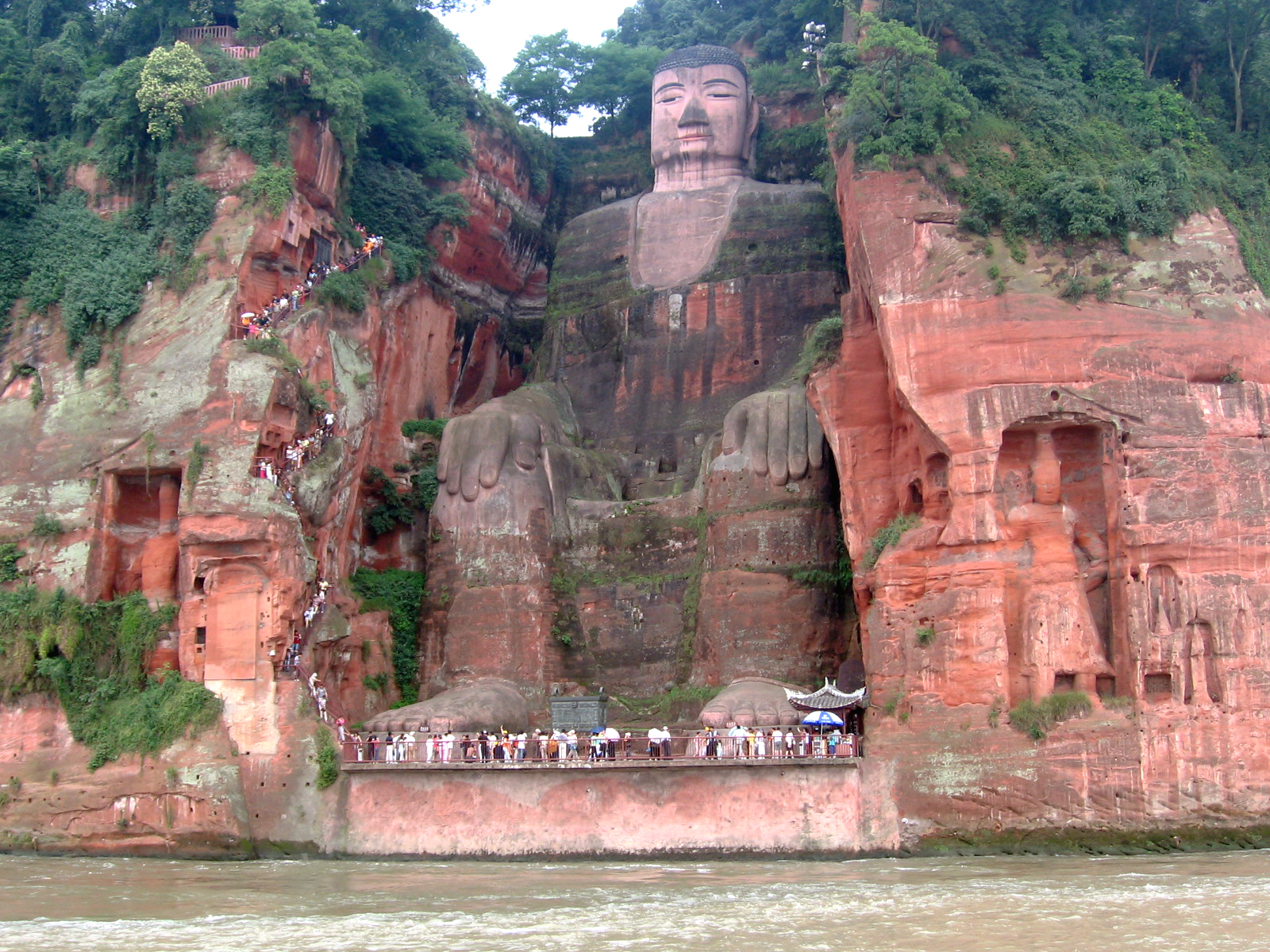
러산대불

러산시(중국어 간체자: 乐山市, 정체자: 樂山市, 병음: lèshān shì)은 쓰촨성의 지급시이다.

## 지리 및 기후
쓰촨 분지 남서쪽 언저리에 위치해있고 청두에서 120km 떨어져있다. 북쪽은 메이산 시, 동쪽은 쯔궁시와 이빈시, 남쪽은 량산 이족 자치주, 서쪽은 야안시와 접하고 있다.
장강 수계의 민강에 다두허 및 칭이강이 합류하는 장소이다. 구릉지대가 주를 이루고 시 서남부는 산지, 강가는 충적평야이다. 평균 해발은 500m이다.
기후는 온화하고 습윤하며, 사계절이 뚜렷하고 비가 많다. 연평균 기온은 17.8℃이고 연평균 강수량은 1202mm이다.
| 러산시의 기후                                                 | 러산시의 기후 | 러산시의 기후 | 러산시의 기후 | 러산시의 기후 | 러산시의 기후 | 러산시의 기후 | 러산시의 기후 | 러산시의 기후 | 러산시의 기후 | 러산시의 기후 | 러산시의 기후 | 러산시의 기후 | 러산시의 기후   |
| 월                                                            | 1월           | 2월           | 3월           | 4월           | 5월           | 6월           | 7월           | 8월           | 9월           | 10월          | 11월          | 12월          | 연간            |
| ------------------------------------------------------------- | ------------- | ------------- | ------------- | ------------- | ------------- | ------------- | ------------- | ------------- | ------------- | ------------- | ------------- | ------------- | --------------- |
| 역대 최고 기온 °C (°F)                                        | 19.3 (66.7)   | 23.9 (75.0)   | 32.5 (90.5)   | 34.7 (94.5)   | 36.5 (97.7)   | 36.8 (98.2)   | 37.6 (99.7)   | 39.7 (103.5)  | 36.3 (97.3)   | 30.1 (86.2)   | 25.7 (78.3)   | 19.8 (67.6)   | 39.7 (103.5)    |
| 일평균 최고 기온 °C (°F)                                      | 10.3 (50.5)   | 13.3 (55.9)   | 18.3 (64.9)   | 23.8 (74.8)   | 27.3 (81.1)   | 29.2 (84.6)   | 31.3 (88.3)   | 31.0 (87.8)   | 26.5 (79.7)   | 21.4 (70.5)   | 17.0 (62.6)   | 11.6 (52.9)   | 21.8 (71.1)     |
| 일일 평균 기온 °C (°F)                                        | 7.4 (45.3)    | 9.8 (49.6)    | 14.0 (57.2)   | 18.9 (66.0)   | 22.4 (72.3)   | 24.6 (76.3)   | 26.6 (79.9)   | 26.3 (79.3)   | 22.6 (72.7)   | 18.2 (64.8)   | 13.9 (57.0)   | 8.9 (48.0)    | 17.8 (64.0)     |
| 일평균 최저 기온 °C (°F)                                      | 5.3 (41.5)    | 7.4 (45.3)    | 10.9 (51.6)   | 15.3 (59.5)   | 18.7 (65.7)   | 21.3 (70.3)   | 23.3 (73.9)   | 23.0 (73.4)   | 20.1 (68.2)   | 16.1 (61.0)   | 11.8 (53.2)   | 7.0 (44.6)    | 15.0 (59.0)     |
| 역대 최저 기온 °C (°F)                                        | −1.7 (28.9)   | −1.9 (28.6)   | 0.2 (32.4)    | 4.9 (40.8)    | 10.5 (50.9)   | 15.3 (59.5)   | 17.6 (63.7)   | 17.3 (63.1)   | 13.6 (56.5)   | 5.3 (41.5)    | 2.2 (36.0)    | −2.9 (26.8)   | −2.9 (26.8)     |
| 평균 강수량 mm (인치)                                         | 14.4 (0.57)   | 21.9 (0.86)   | 42.5 (1.67)   | 85.2 (3.35)   | 104.8 (4.13)  | 146.1 (5.75)  | 256.2 (10.09) | 295.8 (11.65) | 132.2 (5.20)  | 59.9 (2.36)   | 29.6 (1.17)   | 13.7 (0.54)   | 1,202.3 (47.34) |
| 평균 강수일수 (≥ 0.1 mm)                                      | 9.7           | 10.2          | 12.9          | 14.3          | 14.5          | 16.4          | 15.5          | 15.0          | 15.9          | 16.4          | 9.6           | 9.1           | 159.5           |
| 평균 강설일수                                                 | 0.6           | 0.3           | 0             | 0             | 0             | 0             | 0             | 0             | 0             | 0             | 0             | 0.2           | 1.1             |
| 평균 상대 습도 (%)                                            | 80            | 77            | 73            | 72            | 71            | 77            | 79            | 79            | 82            | 84            | 81            | 82            | 78              |
| 평균 월간 일조시간                                            | 38.5          | 51.9          | 89.8          | 119.3         | 121.6         | 104.4         | 132.9         | 145.2         | 71.9          | 49.5          | 52.4          | 37.5          | 1,014.9         |
| 가능 일조율                                                   | 12            | 16            | 24            | 31            | 29            | 25            | 31            | 36            | 20            | 14            | 17            | 12            | 22              |
| 출처: 중국기상국 (평년값: 1991년~2020년, 극값: 1971년~2010년) |               |               |               |               |               |               |               |               |               |               |               |               |                 |

## 역사
주나라 때 성왕에 의해 아미산이 도교의 성지로서 번창하였다. 춘추시대에는 고촉의 영토였고 진이 중국을 통일하면서 남안현(南安县)이 두어졌다. 진한대에 걸쳐 제염과 제철업이 발달한 곳이었다. 후한 때 인도로부터 불교가 전래되면서 아미산이 불교의 성지가 되었다. 삼국시대에는 촉나라의 영토였다.
579년, 북주의 영토가 되면서 가주(嘉州)라고 명명되었다. 송나라 때 가정부(嘉定府)로 고쳐졌고 원나라 때는 가정로(嘉定路), 명나라 때는 가정주(嘉定州)로 개칭되었다. 청나라 때의 1734년에 낙산현(乐山县)이 되었다.
1950년에 러산 지구(乐山地区)가 되었고 1978년에 지급시로 승격해 러산 시가 되었다. 1997년, 행정구역 개편으로 메이산 등 6현이 시로서 독립하였다.

## 경제
러산 시의 역내 총생산 비율은 제1차 산업 16.6%, 제2차 산업 58.7%, 제3차 산업 24.7%이다. 공업 부문에서는 다결정 실리콘과 태양전지, 건축 자재(시멘트 등), 소금·인 공업, 청정 에너지, 농산물 가공이 5대 산업을 이룬다. '러산 하이테크 산업 개발구'가 설치되어 태양전지 관련 연구에서 중국내 1, 2위를 다투고 있다. 해외로부터의 투자도 활발하고, 국제 금융 공사, 온 반도체 등이 진출해 있다.
벼와 밀 그리고 차, 야채, 과일의 생산고가 많다. 어업, 축산업(양돈, 양계, 양잠), 임업도 활발하다.
인, 암염, 석회석, 고령토, 천연가스, 석고, 백운석, 미네랄 워터, 황산나트륨의 매장량이 비교적 풍부하다. 또, 풍부한 수자원을 이용한 2기의 수력 발전소가 있다.

## 교통
몐양-청두-러산 철도가 통과한다.

## 문화
1996년에 세계에서 가장 큰 석조 불상인 러산대불을 포함한 어메이 산 풍광구가 유네스코 세계유산으로 지정되었다. 어메이 산은 어메이산 시에 위치해있다.
중국의 작가이자, 학술가, 정치가인 궈모뤄의 고향이 러산의 사완 구에 있다.
러산화는 남부언어체계의 일부로 북부체계에 속하는 다른 쓰촨 성의 도시들과 아주 다르다. 어떤 연구가들은 러산의 발음이 옛 중국어 발음을 재현한다고 주장한다.

## 행정 구역

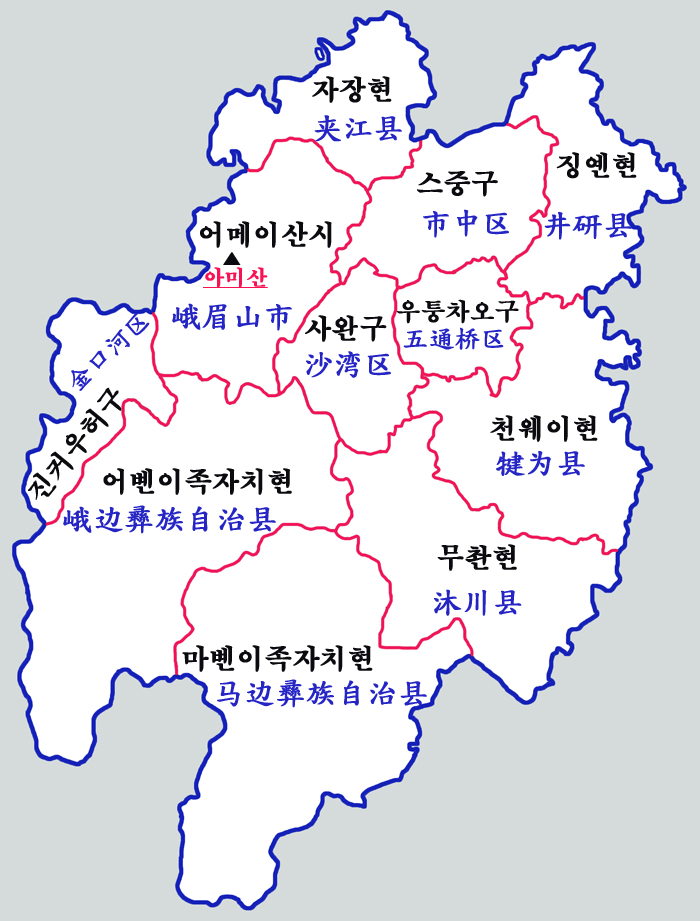
러산시 현급 행정구역도

4개의 시할구, 1개의 현급시, 4개의 현, 2개의 자치현을 관할한다.
- 시할구
  - 스중구(市中区)
  - 사완구(沙湾区)
  - 우퉁차오구(五通桥区)
  - 진커우허구(金口河区)
- 현급시
  - 어메이산시(峨眉山市)
- 현
  - 첸웨이현(犍为县)
  - 징옌현(井研县)
  - 자장현(夹江县)
  - 무촨현(沐川县)
- 자치현
  - 어볜 이족 자치현(峨边彝族自治县)
  - 마볜 이족 자치현(马边彝族自治县)